# كارلوس كوتو
كارلوس كوتو (مواليد 10 فبراير 1930) هو مبارز بالسيف برازيلي، مثّل بلاده في الألعاب الأولمبية الصيفية 1968.

## روابط خارجية
كارلوس كوتو على موقع أوليمبيديا (الإنجليزية)